# Мідянка Петро Миколайович
Мідя́нка Петро́ Микола́йович, псевдонім Ропет Камідян (нар. 14 травня 1959 р.) — український поет, педагог, член Національної спілки письменників України. 

## Біографія і творчість
Народився 14 травня 1959 року в с. Широкий Луг Тячівського району Закарпатської області. Закінчив філологічний факультет Ужгородського державного університету. Живе і працює на Закарпатті. Автор поетичних збірок «Поріг» (1987), «Осередок» (1994), «Фараметлики» (1994) та ін. Один із найяскравіших представників українського постмодерного дискурсу.

## Відзнаки
- Премія Бу-Ба-Бу «За найкращий вірш року» (1995),
- Премія «Благовіст» (1994),
- Обласна премія імені Федора Потушняка.
- Національна премія України імені Тараса Шевченка (2012) за збірку поезій 2010 року «Луйтра в небо»[1].

## Твори
- Поріг (1987)
- Осередок (1994)
- Фараметлики (1994)
- Зелений фирес (1999)
- Трава Господня (2001)
- Дижма (2003)
- Užhorodské kavárny. Ужгородські кав'ярні (2004, українсько-чеська білінгва)
- Срібний прімаш (2004)
- Ярмінок (2008)
- Луйтра в небо (2010)
- Вірші з поду (2011)
- Марамороський розлом (2011)
- Ільмовий листочок (2012)
- 40 сонетів і гербарій (2013)
- Карпати на трьох (2016, разом із Назаром Федораком та Василем Зеленчуком)

## Джерело
- Мала українська енциклопедія актуальної літератури, Плерома, 3, проект Повернення деміургів — Івано-Франківськ: Лілея-НВ, 1998. — с. 73, с. 199—200 (вірші).